# Clair (New Brunswick)
Clair is een plaats in de Canadese staat New Brunswick, in Madawaska County. De plaats telt 863 inwoners (2001).
Clair ligt aan de Saint John River tegenover Fort Kent in Maine, en is genoemd naar de County Clare in Ierland.